# Villa Leumann
Villa Leumann è una villa di Pianezza, attualmente sede del municipio comunale.

## Storia
Tra i pochi documenti ritrovati del sito ce n'è uno che nomina la famiglia Rivajra come proprietaria nel 1600, di una casa agricola con cortile, giardino e stagno. Nel secolo successivo l'avvocato Burlotti, nuovo proprietario, la ampliò con un parco e la trasforma in villa padronale.
Un ulteriore cambio di proprietà si ebbe nel 1885 quando Napoleone Leumann la acquistò e la fece restaurare in stile liberty da Pietro Fenoglio: alzò il tetto, costruì la mansarda e le tre cupole, realizzati in ardesia per non appesantire l'edificio, aggiunse due balconi e due terrazze sulla facciata anteriore, mentre su quella posteriore innestò una torretta ottagonale, aggiunse una serra e una grotta artificiale, in più la si recintò con una cancellata. Vennero rinnovati anche gli interni.
Nel 1946 un nuovo proprietario tentò, senza successo, di trasformarla in casinò e a metà del '900 divenne casa di riposo per gli anziani, fino al 1997 quando il sindaco Giovanni Soffietti lo inaugurò come municipio di Pianezza.